# La Rêveuse d'Ostende
La Rêveuse d'Ostende est un recueil de nouvelles d'Éric-Emmanuel Schmitt, publié en 2007 chez Albin Michel. Il a reçu en Italie, à Florence, le prix Scrivere per amore en 2009, prix littéraire international décerné à Vérone.

## Nouvelles
- La Rêveuse d'Ostende[2]
- Crime parfait
- La Guérison
- Les Mauvaises Lectures
- La Femme au bouquet

## Résumé
Ce recueil de nouvelles conte des histoires qui laissent beaucoup de place à l'imagination et au rêve comme le laisse entendre le titre.
Ainsi, Emma Van A., l'héroïne de la première nouvelle, La Rêveuse d'Ostende qui donne son nom au recueil, narre son conte de fée moderne avec un héritier royal.
Dans Crime parfait, c'est l'histoire d'une mère de famille qui s'est mise à détester son mari qui l'aimait follement, finissant même par l'assassiner.
La Guérison, c'est l'histoire de l'émancipation d'une jeune femme qui n'avait pas confiance en elle, et qui, au travers d'une extraordinaire rencontre, réussira à s'aimer et à s'ouvrir aux autres.
Dans Les Mauvaises Lectures, c'est la vie d'un professeur d'histoire refusant obstinément de lire des romans, préférant « dévorer » des encyclopédies, qui sera contée. Cet homme lira un thriller vivra avec l'héroïne pour finalement en mourir. 
La Femme au bouquet n'est autre qu'une vieille femme attendant, chaque jour, sur un quai de la gare de Zurich, quelqu'un ou quelque chose avec à la main un bouquet de fleurs, depuis plus de trente ans. Elle refuse de dire à quiconque qui elle attend, ni pourquoi.

## Éditions
- La Rêveuse d'Ostende, Albin Michel, 2007.
- La Rêveuse d'Ostende, Le Livre de poche, 2010.

## Livre audio
- Éric-Emmanuel Schmitt, La Rêveuse d'Ostende : texte intégral, Paris, Audiolib, 11 juin 2008 (ISBN 978-2-35641-021-4, BNF 41278280, présentation en ligne).Narrateur : Pierre Arditi ; support : 1 disque compact audio MP3 ; durée : 6 h 26 min environ ; référence éditeur : Audiolib 25 0021 3. Regroupe cinq nouvelles : La Rêveuse d'Ostende, Crime parfait, La Guérison, Les Mauvaises Lectures et La Femme au bouquet.

## Traductions
Le recueil de nouvelles a été traduit en anglais, allemand, bulgare, chinois mandarin, coréen, grec, italien, néerlandais, polonais, roumain, russe, ukrainien.